# Mütiilation
Mütiilation var en fransk ambient black metal-grupp, bildad 1991 i Grabels i södra Frankrike.

## Medlemmar
Senaste medlem
- Meyhna'ch (William Roussel) – sång, gitarr, basgitarr, trummor, programmering (1991–1996, 2000–2009, 2014–2016)

Tidigare medlemmar
- David – basgitarr (1992–1994)
- Dark Wizzard of Silence (Jean-Luc) – trummor (1992–1994)
- Krissagrazabeth (Kriss Auvenant) – trummor (1994)
- Mordred – basgitarr (1995)

Turnerande medlemmar
- TND (Thomas) – basgitarr (2001)
- Astrelya (Andy Julia) – trummor (2001)
- Noktu (Cyril Mendre) – gitarr (2001)
- Fureiss (Franck) – gitarr (2001)
- Reverend Prick (Raphaël Glatz) – basgitarr (2015)
- Azk.6 (Jonathan Boyer) – trummor (2015)
- Patrice Duthoo (Patrice Léon Christophe Duthoo aka PLCD) – gitarr (2015)

## Diskografi

### Studioalbum
- 1995 – Vampires of Black Imperial Blood
- 1999 – Remains of a Ruined, Dead, Cursed Soul
- 2001 – Black Millenium (Grimly Reborn)
- 2003 – Majestas Leprosus
- 2005 – Rattenkönig
- 2007 – Sorrow Galaxies

### EP
- 1994 – Hail Satanas We Are the Black Legions
- 2000 – New False Prophet
- 2012 – Black as Lead & Death

### Webbkällor
- Mütiilation på Encyclopaedia Metallum